# Långrumpskogen
Långrumpskogen är en skyddsvärd naturskog som ligger ungefär 15 kilometer norr om Nordmaling. Det är beläget i övergångszonen mellan moränlandskap och områden täckta med älvsediment. Skogens höga ålder är unik för Norrlands kustland och detta är den enda urskogsartade sumpskogen i regionen. En utökning av naturreservatet gjordes 2006 och det omfattar numera 124 hektar.
I reservatet ingår också Grönmyran som består av fattiga kärr och tallmossar.

## Arter
I området som omger Långrumpbäcken växer ett slutet bestånd gransumpskog. Här finns lunglav (Lobaria pulmonaria) och lämplig biotop för den sällsynta långskägglaven (Usnea longissima).
Inga avverkningar har gjorts efter 1700-talet och de äldsta granarna är numera 250 – 300 år gamla. Här trivs både större och mindre barkplattbagge och den lilla slemsvampmögelbaggen.